# Атанас Тимев
Атанас Ангелов Тимев е български офицер и революционер, деец на Вътрешната македонска революционна организация.

## Биография
Атанас Тимев е роден на 24 юни 1893 година в драмското село Плевня. Завършва с последния двадесет и седми випуск Солунската българска мъжка гимназия през 1913 година, като е записан като от Кавала. В 1915 година завършва Военното на Негово Величество училище и на 25 август е произведен в чин подпоручик. Служи в 1-ва допълваща дружина. Участва в Първата световна война (1915 – 1918) като взводен командир в 1-ви пехотен софийски полк. На 30 май 1917 година е произведен в чин поручик. За отличия и заслуги през третия период на войната е награден с орден „За военна заслуга“. С Министерска заповед № 272 от 1919 година е уволнен от служба.
Става активист на ВМРО и е боеви инструтор в Неврокопско и един от лидерите на организацията в района. Като капитан от запаса Тимев е върховен главнокомандващ на въоръжените сили на организацията. След Деветнадесетомайския преврат в 1934 година става нелегален и е обявен за издирване.
Атанас Тимев е ерген и няма наследници.